# Oleg Sokołow
Oleg Walerjewicz Sokołow, ros. Олег Валерьевич Соколов (ur. 9 lipca 1956 w Leningradzie) – rosyjski historyk epoki napoleońskiej.

## Życiorys
Uzyskał tytuł kandydata nauk historycznych na podstawie rozprawy, przygotowanej pod kierunkiem profesora Władimira Riewunienkowa (ros. Владимир Георгиевич Ревуненков), który był tajnym współpracownikiem NKWD i donosił o zachowaniu wykładowców, w tym swojego kierownika naukowego S. Gorłowskiego (ros. С. С. Горловский). W 2000 nadano Sokołowowi tytuł docenta, oraz piastował stanowisko członka we francuskim Instytucie Nauk Społecznych, Ekonomicznych i Politycznych, a także profesora na Petersburskim Uniwersytecie Państwowym.
9 listopada 2019 został 63-letni Sokołow aresztowany pod zarzutem zabójstwa swojej 24-letniej kochanki Anastazji Jeszczenko i przyznał się do dokonania morderstwa. Jej ciało pociął na kawałki piłą oraz nożem kuchennym i wrzucił do Mojki Zeznał, że najpierw ją udusił, następnie oddał kilka strzałów w jej głowę a następnie pociął na kawałki jej ciało kupioną w pobliskim sklepie piłą. Kolejnego dnia w sąsiednim pokoju świętował ze znajomymi a następnie w nocy po dwóch dniach w czasie wrzucania do rzeki plecaka z jej odciętymi rękami poślizgnął się i wpadł do Mojki, po czym został wyłowiony przez policję wezwaną przez przejeżdżającego tamtędy kierowcę, następnie został zatrzymany z plecakiem z odciętymi rękoma i aresztowany.
25 grudnia 2020 r. został skazany na 12,5 roku więzienia w kolonii karnej o zaostrzonym reżimie za zabójstwo i posiadanie broni bez niezbędnych zezwoleń. Wyrok został utrzymany w mocy przez sąd apelacyjny, a skarga kasacyjna w sprawie – oddalona.

## Odznaczenia
- 2003: Legia Honorowa[7]